# NGC 1611
NGC 1611 (również PGC 15501) – galaktyka spiralna (S0-a), znajdująca się w gwiazdozbiorze Erydanu. Odkrył ją William Herschel 26 listopada 1786 roku.